# Avro 504
Avro 504 bylo jedním z nejpopulárnějších a nejslavnějších britských letadel první světové války. Jednalo se o velice univerzální letoun, který byl na počátku války používán jako lehký bombardér a průzkumný letoun (ovšem existovala dokonce i stíhací „protizeppelinovská“ verze), pravdou ovšem je, že služby na frontě se dočkalo jen velice málo strojů. Patrně nejznámější akcí „pětsetčtyřek“ byl nálet na Friedrichshafen provedený 21. listopadu 1914.
Pro tuto akci byla vytvořena zvláštní jednotka, Special Bombing Flight RNAS na francouzské základně Belfort, kde byly soustředěny letouny Avro 504 sériových čísel 179, 873, 874 a 875. Stroje pilotovali Flt Sub-Lt R. P. Cannon (letoun s/n 179), Flt Lt S. V. Sippe (později Squadron Leader Sidney Vincent Sippe, OBE, DSO) na stroji s/n 873, Sqn-Cdr E. Featherstone Briggs (Avro 504, s/n 874) a Flt-Cdr J. Tremayne Babington (později Air Marshal Sir John Tremayne Babington, KCB, CB, DSO) na stroji s/n 875. První stroj (s/n 179) se kvůli poškození akce nemohl zúčastnit, ostatní tři vzlétly k náletu na Friedrischshafen, první v 09:30 dopoledne, každý vyzbrojen čtyřmi dvacetiliberními (9kg) pumami. Kvůli momentu překvapení stroje přelétly přes Bodamské jezero těsně nad vodní hladinou, ovšem i přesto byl stroj 874, za jehož řízením byl Sqn Cdr Edward Featherstone Briggs (později Group Captain, OBE, DSO), obranou sestřelen. Ve své době to byl jeden z nejúspěšnějších útoků na vojenské cíle — Zeppelin L.7 sice unikl zničení, ale byly zapáleny zásoby vodíku, přičemž byly způsobeny i další škody.
Největší popularitu si letoun získal teprve později jako cvičný, kdy byl vyráběn v obrovských sériích ve verzích Avro 504J a Avro 504K, ty ve většině poháněly rotační motory (celková válečná výroba je na základě neúplné dokumentace odhadována na 8340 strojů, z nich 3696 dodala firma Avro, zbytek subdodavatelé). Stroj se v této roli skvěle osvědčil, byl obratný takže umožňoval i nácvik akrobacie a přitom dostatečně stabilní, navíc byl dobře ovladatelný a jeho letové vlastnosti byly nezáludné, čili měl pro cvičný stroj téměř ideální vlastnosti. Verze Avro 504K vycházela z 504J, ale podle požadavků letectva bylo pro verzi K zkonstruováno univerzální motorové lože, umožňující montáž různých typů vzduchem chlazených rotačních motorů, kupř. Gnome Monosoupape 9B-2 o výkonu 100 hp, 110 hp motor Le Rhône 9Ja, či 130 hp motor Clerget 9B a 150 hp motor Bentley B.R.1, celkem se ale na Avro 504K montovalo deset různých typů motorů (později byly dokonce montovány i řadové motory, kupř. Sunbeam Dyak či licenční motory Hispano-Suiza o výkonu 220 hp). Výroba verze K pokračovala ještě dlouho po válce, posledních deset strojů Avro 504K bylo Royal Air Force předáno až 17. ledna 1927!

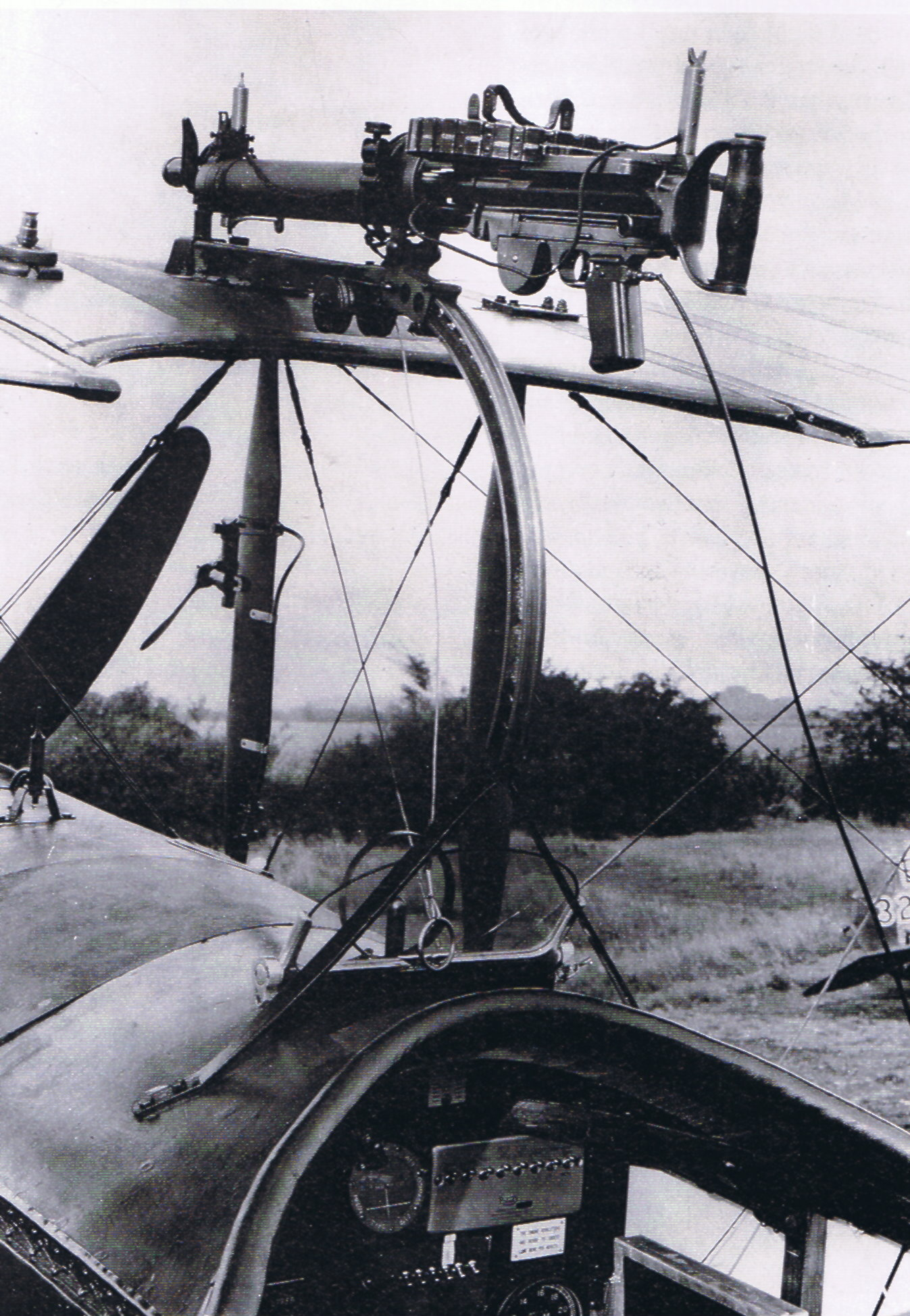
Kulomet Lewis na nočním stíhači Avro 504K

Jednou ze zajímavých, byť ne zrovna rozšířených byla výše zmíněná noční stíhací verze stroje Avro 504K. Menší množství strojů bylo upraveno jako jednomístné (zachován zůstal zadní pilotní prostor), byly maximálně odlehčeny a dostaly výzbroj jedním kulometem Lewis ráže 7,7 mm nad horním křídlem, na sklopné lafetě Foster. Noční stíhací stroje Avro 504K(NF) se dostaly do výzbroje pěti squadron RAF. Šlo o 33. squadronu (byla těmito stroji vyzbrojena v srpnu 1918), 75. squadronu (přezbrojena jako první, již v červenci 1918), 76. squadronu (přezbrojena v srpnu 1918), 77. a 90. squadronu (obě byly přezbrojeny v září 1918), pochopitelně ovšem žádný z těchto strojů se již bojových akcí nezúčastnil. Všech pět squadron bylo rozpuštěno k 13. červnu 1919 (až na 76. squadronu, která předala všechny letouny v květnu 1919, ostatní s nočními „pětsetčtyřkami“ dolétaly až do rozpuštění jednotek v červnu). Bližší údaje o výrobě strojů Avro 504K(NF) jsou velice chudé, ale lze mj. zmínit stroje sériových čísel E3273, E3278 a E3364 (všechny vyrobeny v licenci u firmy Parnall) nebo E4149, licenční stroj od firmy Humber Motors.
Definitivní konec létání s letouny Avro 504K poháněných rotačními motory znamenalo až rozhodnutí dohledacího úřadu, který na konci roku 1935(!) přestal obnovovat letová osvědčení letounů s rotačními motory…
Na verzi Avro 504K navázalo až poválečné provedení Avro 504N, ty byly poháněny hvězdicovými motory, například Armstrong Siddeley Mongoose IIIA nebo Armstrong Siddeley Lynx IVC. Drak stroje později ještě posloužil při vývoji dalších konstrukcí, kupř. Avro 536, Avro 548, Avro 551 či Avro 552 a Avro 552A.

## Technický popis

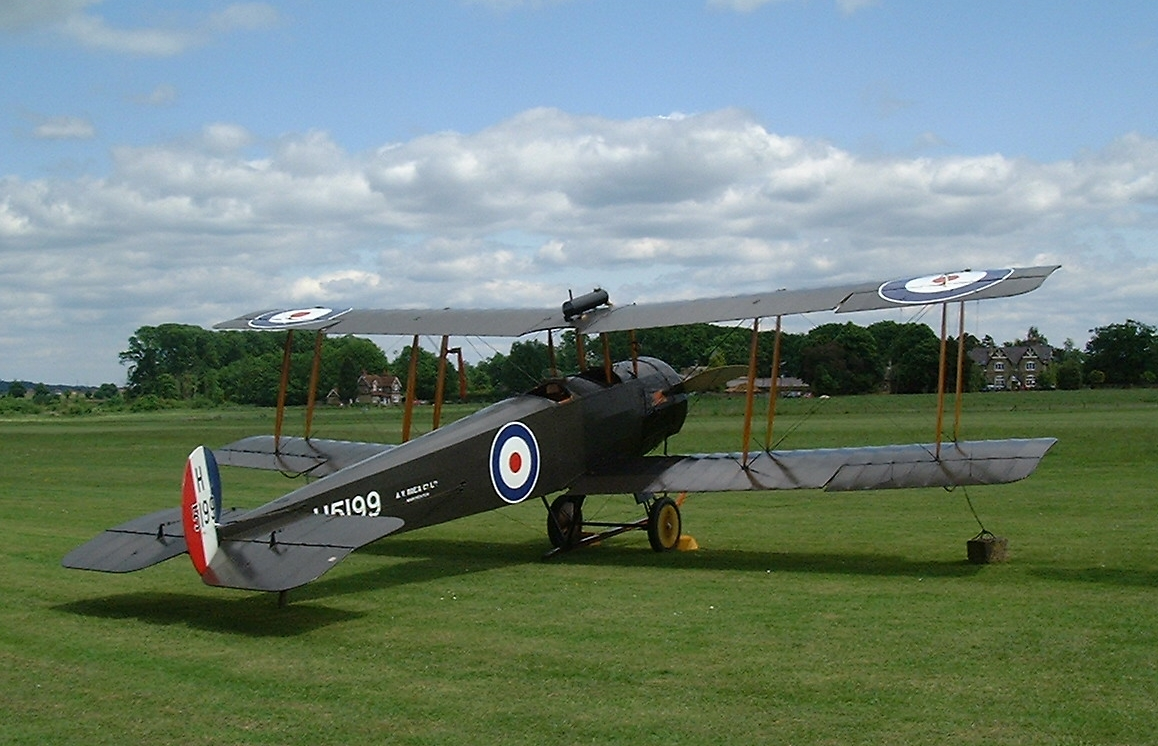
Avro 504K z majetku Shuttleworth Collection

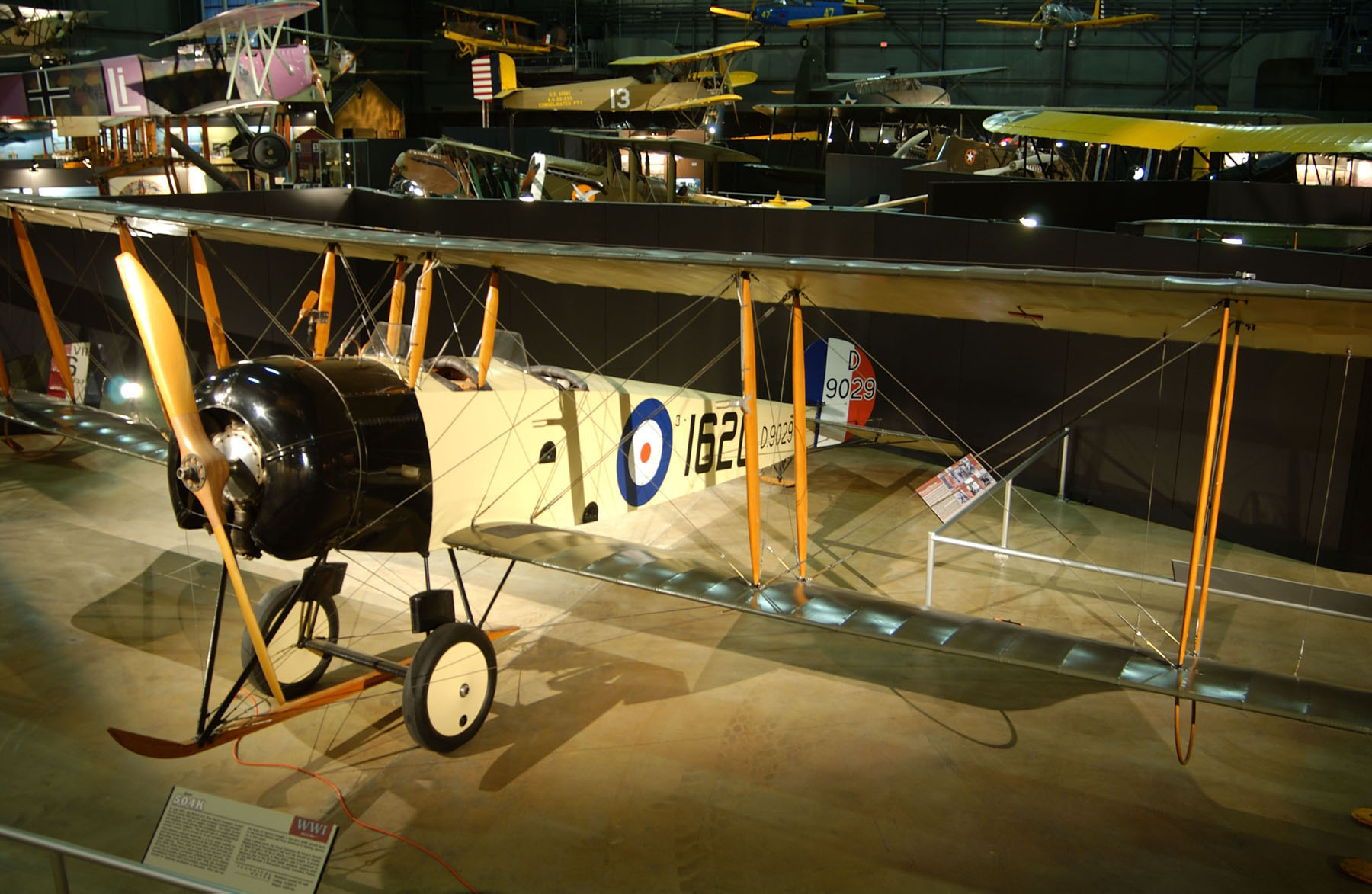
Avro 504K

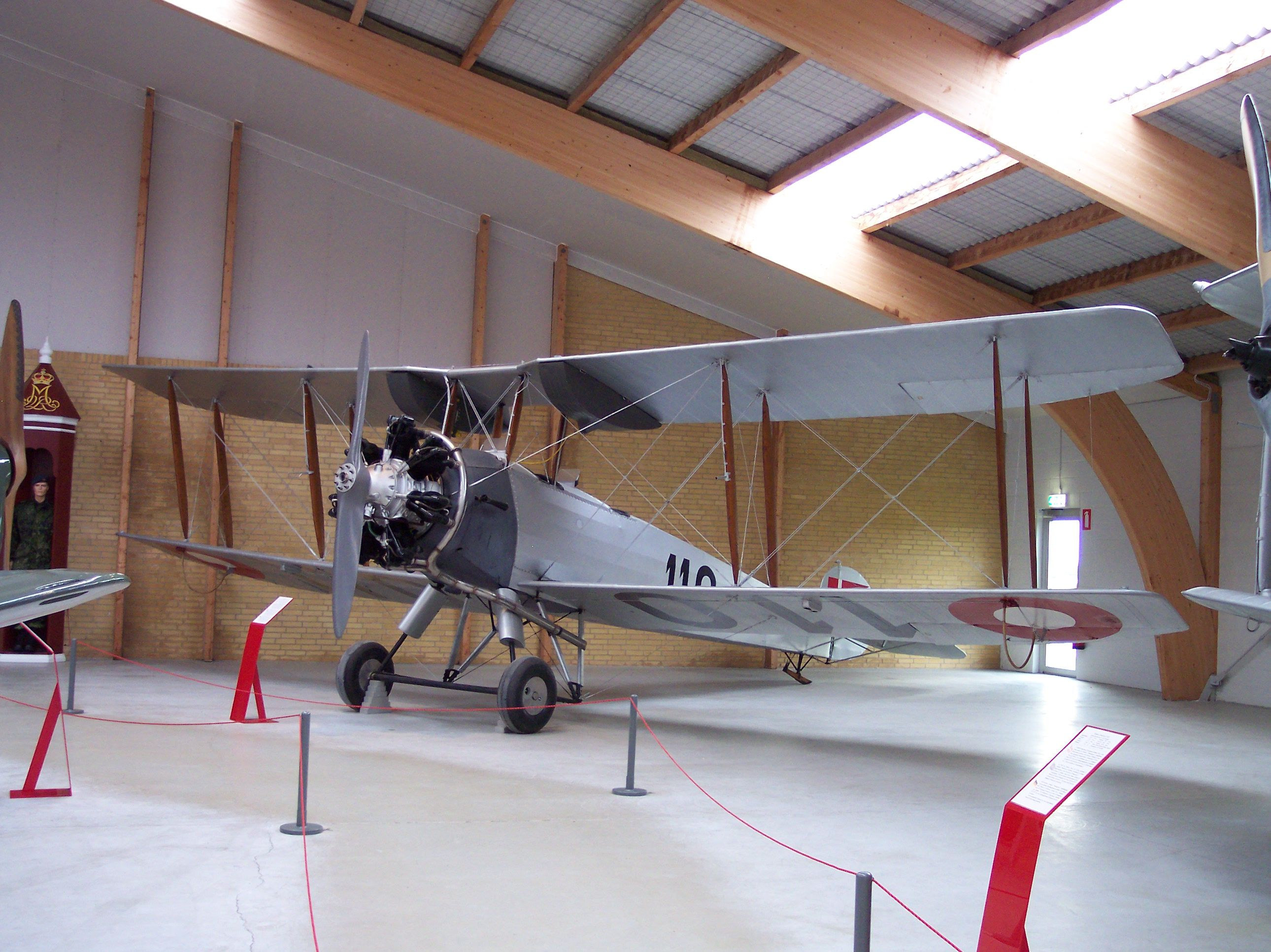
Avro 504N

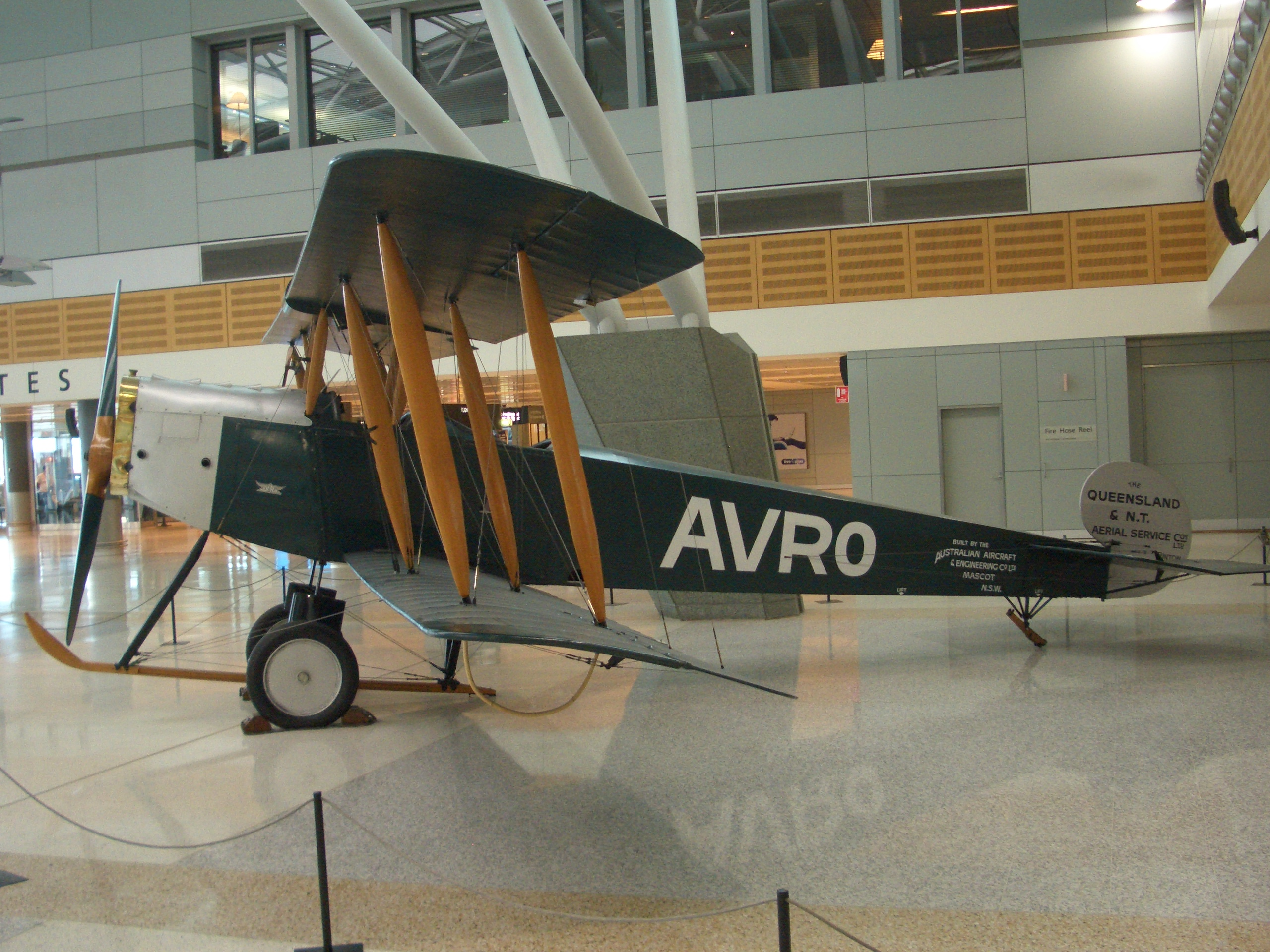
V Austrálii postavená replika stroje Avro 504

Avro 504 byl jednomotorový dvoumístný dvoupříhradový vyztužený dvouplošník s jednoduchými ocasními plochami a pevným ostruhovým podvozkem, smíšené konstrukce.

### Hlavní technické údaje

#### Avro 504
(Data platí pro stroje s motorem Gnome 7 Lambda, 80 hp, tato verze byla použita při náletu na Friedrichshafen)
- Posádka: 2 muži

- Pohonná jednotka: rotační vzduchem chlazený sedmiválec Gnome 7 Lambda
- Výkon motoru: 65 hp (48,5 kW) při 1150 ot/min, krátkodobě 50,5 kW při 1 250 ot/min

- Rozpětí: 10 973 mm
- Délka: 8 966 mm
- Výška: 3 175 mm
- Nosná plocha: 30,657 m²
- Hmotnost prázdného letounu: 419 kg
- Vzletová hmotnost: 714 kg
- Maximální rychlost: 132 km/h
- Čas výstupu do výšky 1067 m: 8 min 30 sec
- Vytrvalost: 2 hodiny
- Výzbroj: čtyři 20lb (9kg) pumy

#### Avro 504K
(Data platí pro stroj s motorem Le Rhône 9Ja)
- Posádka: 2 muži

- Pohonná jednotka: rotační motor 110 hp Le Rhône 9Ja
- Výkon motoru: 110 hp (82 kW) při 1200 ot/min (krátkodobě 135 hp při 1350 ot/min)

- Rozpětí: 10,973 m
- Délka: 8,966 m
- Výška: 3,175 m
- Nosná plocha: 30,657 m²
- Hmotnost prázdného letounu: 558 kg
- Vzletová hmotnost: 829 kg
- Maximální rychlost: 153 km/h
- Cestovní rychlost: 121 km/h
- Dostup: 4876 m
- Čas výstupu do výšky 2438 m: 6 min 30 sec
- Dolet: 402 km

#### Avro 504N
- Posádka: 2 muži

- Pohonná jednotka: hvězdicový motor Armstrong Siddeley Lynx IVC
- Výkon motoru: 215 hp (160 kW)

- Rozpětí: 10,973 m
- Délka: 8,814 m
- Výška: 3,302 m
- Nosná plocha: 29,728 m²
- Hmotnost prázdného letounu: 718 kg
- Vzletová hmotnost: 1025 kg
- Maximální rychlost: 161 km/h
- Cestovní rychlost: 136 km/h
- Dostup: 5182 m
- Počáteční stoupavost: 235 m/min
- Dolet: 410 km